# Литвинов, Борис Григорьевич
Борис Григорьевич Литвинов (24 декабря 1937 — 22 декабря 2012, Майкоп) — советский футболист, защитник; тренер. Мастер спорта СССР.

## Биография
Воспитанник ДЮСШ «Нефтяник» Краснодар с 1955 года, тренеры Л. Забутов, А. Загрецкий. В 1958 году играл за клуб КФК «Динамо» Анапа. Выступал во втором (1960—1962, 1966—1967) и третьем (1958, 1963—1965, 1968—1974) эшелонах первенства СССР за команды «Торпедо» Армавир (1960—1964), «Спартак» Нальчик (1964—1967), «Дружба» Майкоп (1968—1974).
Чемпион РСФСР (1965, 1969).
В «Дружбе» работал тренером (1976—1979), старшим тренером (1980, 1985—1988), начальником команды (1984). Тренер в «Химике» Белореченск (1990—1991), краснодарской «Кубани» (1990—2002).
Скончался в 2012 году за два дня до 75-летия.